# ماسه‌ماهی جنوبی
ماسه‌ماهی جنوبی (نام علمی: Leptoscopidae) نام یک تیره از راسته سوف‌ماهی‌سانان است.